# MOCS2
MOCS2 (англ. Molybdenum cofactor synthesis 2) – білок, який кодується однойменним геном, розташованим у людей на короткому плечі 5-ї хромосоми. Довжина поліпептидного ланцюга білка становить 188 амінокислот, а молекулярна маса — 20 944.
| 10         |  | 20         |  | 30         |  | 40         |  | 50         |
| ---------- |  | ---------- |  | ---------- |  | ---------- |  | ---------- |
| MSSLEISSSC |  | FSLETKLPLS |  | PPLVEDSAFE |  | PSRKDMDEVE |  | EKSKDVINFT |
| AEKLSVDEVS |  | QLVISPLCGA |  | ISLFVGTTRN |  | NFEGKKVISL |  | EYEAYLPMAE |
| NEVRKICSDI |  | RQKWPVKHIA |  | VFHRLGLVPV |  | SEASIIIAVS |  | SAHRAASLEA |
| VSYAIDTLKA |  | KVPIWKKEIY |  | EESSTWKGNK |  | ECFWASNS   |  |            |

A: Аланін

C: Цистеїн

D: Аспарагінова кислота

E: Глутамінова кислота

F: Фенілаланін

G: Гліцин

H: Гістидин

I: Ізолейцин

K: Лізин

L: Лейцин

M: Метіонін

N: Аспарагін

P: Пролін

Q: Глутамін

R: Аргінін

S: Серин

T: Треонін

V: Валін

W: Триптофан

Кодований геном білок за функціями належить до трансфераз, фосфопротеїнів. 
Локалізований у цитоплазмі.